# Summer of Soul
Summer of Soul (Summer of Soul (...Or, When the Revolution Could Not Be Televised)) è un documentario del 2021 diretto da Questlove, al suo debutto alla regia.
Venne presentato in anteprima il 28 gennaio 2021 al Sundance Film Festival, dove vinse il Grand Jury Prize e l'Audience Award nella categoria U.S. Documentary Competition. Il 25 giugno venne distribuito in alcune sale statunitensi dalla Searchlight Pictures, per poi venir reso disponibile la settimana seguente in streaming su Hulu.
Il film ricevette il plauso della critica, con un elogio particolare dato al restauro del filmato utilizzato. Vinse numerosi premi, tra cui quello per il miglior documentario ai Critics' Choice Documentary Awards – dove primeggiò in tutte e sei le categorie in cui venne nominato – e ai 75° British Academy Film Awards. Alla 94ª edizione degli Academy Awards conquistò la statuetta per miglior documentario, mentre alla 64ª edizione dei Grammy Awards vinse il premio per miglior film musicale.

## Trama
Harlem, 1969. Più di 300 000 persone assistono all'Harlem Cultural Festival, un evento musicale che punta a celebrare la cultura e la musica afroamericana in un'era colma di discriminazione e razzismo. Le riprese effettuate al Mount Morris Park (ora Marcus Garvey Park) durante l'evento non furono mai rese pubbliche; anni dopo vennero ritrovate in una cantina e utilizzate per la creazione di questo documentario, che include esibizioni inedite di artisti come Stevie Wonder, Nina Simone, Sly & the Family Stone, Gladys Knight & the Pips, Mahalia Jackson, B.B. King, Mongo Santamaría, David Ruffin e The 5th Dimension.

## Colonna sonora
La colonna sonora del lungometraggio venne pubblicata dalla Legacy Recordings il 28 gennaio 2022: il disco comprende le esibizioni originali dell'Harlem Cultural Festival. La versione digitale del disco è composta da diciassette tracce, mentre quella fisica da sedici: non venne inserita Africa, eseguita da Abbey Lincoln e Max Roach. La lista tracce dell'edizione digitale è la seguente:
1. The Chambers Brothers – Uptown – 6:07
2. B.B. King – Why I Sing The Blues – 2:20
3. The Fifth Dimension – Don't Cha Hear Me Callin' To Ya – 3:31
4. The Fifth Dimension – Aquarius/Let the Sunshine In – 6:54
5. David Ruffin – My Girl – 5:48
6. The Edwin Hawkins Singers – Oh Happy Day – 3:56
7. The Staple Singers – It's Been A Change – 3:20
8. The Operation Breadbasket Orchestra & Choir, Mahalia Jackson e Mavis Staples – Take My Hand, Precious Lord – 8:57
9. Gladys Knight & the Pips – I Heard It Through the Grapevine – 4:35
10. Mongo Santamaría – Watermelon Man – 5:17
11. Ray Barretto – Together – 4:41
12. Herbie Mann – Hold On! I'm a Comin' – 7:03
13. Sly & the Family Stone – Sing a Simple Song – 5:28
14. Sly & the Family Stone – Everyday People – 2:32
15. Abbey Lincoln e Max Roach – Africa – 3:15
16. Nina Simone – Backlash Blues – 3:07
17. Nina Simone – Are You Ready – 7:01

## Promozione e distribuzione
Il primo teaser venne pubblicato il 25 aprile 2021. La pellicola venne presentata in anteprima il 28 gennaio 2021 al Sundance Film Festival, dove vinse il Grand Jury Prize e l'Audience Award nella categoria U.S. Documentary Competition. Acquistato dalla Searchlight Pictures e da Hulu, Summer of Soul venne distribuito il 25 giugno in due sale statunitensi: la El Capitan Theatre di Los Angeles e la AMC Magic Johnson Harlem 9 di New York. Il 2 luglio fu reso disponibile per lo streaming sulla piattaforma Hulu; sempre negli Stati Uniti, la proiezione si espanse in altre 752 sale. Il 30 luglio il film venne distribuito nelle sale internazionali e sulla piattaforma indiana Disney+ Hotstar, il 19 novembre su Disney+ e Star+ e l'8 febbraio 2022 sulla versione statunitense di Disney+, in occasione del black history month. Venne trasmesso in anteprima televisiva su ABC il 20 febbraio dello stesso mese.

### Edizioni home video
Summer of Soul venne reso disponibile in DVD l'8 febbraio 2022, in contemporanea con la distribuzione statunitense su Disney+. L'edizione fisica comprende scene inedite: il commento da parte del regista Ahmir Khalib Thompson, un dietro le quinte dell'Harlem Cultural Festival, la storia che c'è dietro le registrazioni ritrovate, il motivo per il quale Thompson decise di riportarle in vita e una visita al Mount Morris Park, luogo del festival.

## Accoglienza

### Incassi
Durante il suo primo weekend di proiezione, Summer of Love incassò 802 054 dollari provenienti da 752 sale statunitensi, per un totale nel Paese pari a 2 320 649 $. Sul mercato internazionale, la pellicola incassò 1 382 731 $, per un totale complessivo di 3 703 380 $.

### Critica
Secondo l'aggregatore di recensioni Rotten Tomatoes, il film ha ottenuto un indice di apprezzamento del 99% e un voto di 9,10 su 10 sulla base di 215 recensioni. Il consenso critico del sito recita: «intrecciando abilmente incredibili riprese dal vivo con una serie di interviste rivelatrici, Summer of Soul cattura lo spirito e il contesto di un momento spartiacque legandolo saldamente al presente». Su Metacritic, il film ha ottenuto un voto di 96 su 100 sulla base di 38 recensioni.

## Riconoscimenti
- 2022 – Premio Oscar[3]
  - Miglior documentario

- 2022 – ACE Eddie Awards[17]
  - Miglior montatore per un documentario (a Joshua L. Pearson)

- 2022 – Alliance of Women Film Journalists Awards[18]
  - Miglior documentario

- 2022 – Austin Film Critics Association[19]
  - Miglior documentario

- 2022 – Black Reel Awards[20]
  - Miglior documentario
  - Candidatura per miglior regista emergente (a Ahmir Khalib Thompson)

- 2021 – Boston Society of Film Critics[21]
  - Miglior documentario

- 2022 – British Academy Film Awards[22]
  - Miglior documentario
  - Candidatura per miglior montaggio (a Joshua L. Pearson)

- 2021 – Chicago Film Critics Association[23]
  - Miglior film documentario

- 2022 – Cinema Audio Society Awards[24]
  - Miglior missaggio per un documentario (a Paul Hsu, Roberto Fernandez e Paul Massey)

- 2022 – Cinema Eye Honors[25]
  - Miglior montaggio (a Joshua L. Pearson)
  - Candidatura per miglior regia (a Ahmir Khalib Thompson)
  - Candidatura per miglior debutto (a Ahmir Khalib Thompson)
  - Candidatura per miglior sound design (a Ahmir Khalib Thompson)
  - Candidatura per miglior film Non-Fiction (a Jimmy Douglass e Paul Hsu)
  - Candidatura per l'Audience Choice Prize (a Ahmir Khalib Thompson)

- 2021 – Critics' Choice Documentary Awards[26]
  - Miglior documentario
  - Miglior documentario d'archivio
  - Miglior musica
  - Miglior documentario di debutto (a Ahmir Khalib Thompson)
  - Miglior regista (a Ahmir Khalib Thompson)
  - Miglior montaggio (a Joshua L. Pearson)

- 2021 – Dallas-Fort Worth Film Critics Association[27]
  - Miglior documentario

- 2021 – Detroit Film Critics Society[28]
  - Miglior documentario (a pari merito con Flee)

- 2022 – Directors Guild of America Award[29]
  - Candidatura per miglior regista per un documentario (a Ahmir Khalib Thompson)

- 2022 – Dorian Awards[30]
  - Candidatura per documentario dell'anno

- 2021 – Florida Film Critics Circle Awards[31]
  - Miglior documentario

- 2022 – Golden Reel Awards[32]
  - Candidatura per miglior montaggio sonoro in un documentario (a Joshua L. Pearson e Jimmy Douglass)

- 2021 – Gotham Independent Film Awards[33]
  - Candidatura per miglior documentario
- 2022 – Grammy Awards[4]
  - Miglior film musicale (Best Music Film; a Ahmir Khalib Thompson, David Dinerstein, Robert Fyvolent e Joseph Patel)

- 2022 – Houston Film Critics Society[34]
  - Miglior documentario

- 2022 – Independent Spirit Awards[35]
  - Miglior documentario

- 2022 – London Film Critics' Circle[36]
  - Documentario dell'anno

- 2021 – Los Angeles Film Critics Association[37]
  - Miglior documentario
  - Miglior montaggio (a Joshua L. Pearson)

- 2021 – National Board of Review of Motion Pictures Awards[38]
  - Miglior documentario

- 2022 – Online Film Critics Society[39]
  - Miglior documentario

- 2022 – Peabody Award[40]
  - Candidatura per intrattenimento

- 2022 – Producers Guild of America Awards[41]
  - Miglior produttore per un documentario (a Joseph Patel, David Dinerstein e Robert Fyvolent)

- 2021 – San Diego Film Critics Society Awards[42]
  - Miglior documentario
  - Candidatura per miglior montaggio (a Joshua L. Pearson)

- 2022 – San Francisco Film Critics Circle[43]
  - Miglior documentario

- 2022 – Satellite Award
  - Miglior documentario

- 2022 – Seattle Film Critics Society[44]
  - Miglior documentario

- 2021 – Sundance Film Festival[2]
  - Grand Jury Prize – U.S. Documentary Competition
  - Audience Awards – U.S. Documentary Competition

- 2022 – Toronto Film Critics Association[45]
  - Miglior documentario

- 2022 – Vancouver Film Critics Circle[46]
  - Candidatura per miglior documentario

- 2021 – Washington D.C. Area Film Critics Association[47]
  - Miglior documentario